# Hochgrabe
Hochgrabe är ett berg i Österrike.   Det ligger i distriktet Lienz och förbundslandet Tyrolen, i den centrala delen av landet, 300 km sydväst om huvudstaden Wien. Toppen på Hochgrabe är 2 951 meter över havet.
Terrängen runt Hochgrabe är huvudsakligen bergig, men den allra närmaste omgivningen är kuperad. Runt Hochgrabe är det ganska glesbefolkat, med 26 invånare per kvadratkilometer.. Närmaste större samhälle är Matrei in Osttirol, 18,5 km nordost om Hochgrabe. 
Trakten runt Hochgrabe består i huvudsak av gräsmarker.